# Thomas Dambo
Thomas Dambo (kunstnernavnet for  Thomas Winther Pedersen, født 1979 i Odense) er en dansk skulptør som helst bygger af genbrugstræ. Han har desuden været en del af hip-hop grupperne Fler Farver og Odense Assholes.
I 2016 byggede han seks kæmper af genbrugstræ, som står ved skov, sø og bakketop på udvalgte steder på Københavns Vestegn. Han har også opført trolden Stærke Storm ved KunstCentret Silkeborg Bad og flere andre rundt omkring i Danmark.
Han har desuden bygget kæmper eller trolde i USA, Belgien, Tyskland, Sydkorea og Kina. I 2023 opførte han trold nummer 100, der står et sted i Hedeland ved Roskilde.